# Дубров, Григорий Карпович
Григорий Карпович Дубров (5 февраля 1937, Славгород, Западно-Сибирский край — 28 октября 2010, Балашиха, Московская область) — советский военачальник, генерал-лейтенант.
Председатель Высшего офицерского совета России.

## Биография
Родился 5 февраля 1937 года в Славгороде (ныне в Алтайском крае). В 1959 году — окончил Вильнюсское радиотехническое училище Войск ПВО. В 1970 году окончил Военную командную академию ПВО с отличием.
Службу проходил командиром взвода, роты, заместителем командира и командиром радиотехнического полка, начальником радиотехнических войск 8-го корпуса ПВО, 11-й отдельной армии ПВО, Дальневосточного военного округа (197901987), начальником факультета Военной командной академии ПВО (1987), начальником радиотехнических войск Войск ПВО (08.1987 — 11.1992), прикомандирован к Министерству транспорта (с 11.1992).
Награждён орденами Красной Звезды, «За службу в Вооружённых Силах СССР» 2 и 3 степени, медалями.
В 1996 году уволен в запас. Занимался общественной ветеранской деятельностью, работал председателем президиума Русского антифашистского комитета (РУСАК), председателем «Союза ветеранов радиотехнических войск ПВО и ВВС», заместителем председателя «Союза ветеранов Войск ПВО», членом координационного совета военно-патриотических общественных организаций России, членом исполкома ДПА.

## Взгляды
Соратник и друг лидера «Народного ополчения имени Минина и Пожарского» (НОМП) Владимира Квачкова.
В 2008 году опубликовал книгу «О радиотехнических войсках и не только…», а в 2009 году книгу «Генералы о еврейской мафии». Обе книги решением Заельцовского районного суда города Новосибирска от 23 ноября 2011 года были включены в Федеральный список экстремистских материалов.
Книга «Генералы о еврейской мафии» является сборником статей, писем, выступлений автора, имеющих национально-патриотический характер. В начале книги Дубров со ссылкой на книги Генри Форда «Международное еврейство» (признанной в России экстремистской на основании решения Советского районного судом города Иваново 13 ноября 2008 года), излагает свои рассуждения об «опасности» сионизма и «негативной деятельности» ряда «жидовских персонажей». В разделе «Христианство — троянский конь иудаизма», отсылая к книге Владимира Истархова «Удар русских богов» (признанной в России экстремистской Верх-Исетским районным судом Екатеринбурга в 2010 году), автор заявляет, что христианство является таким же «опасным врагом», как и иудаизм, представляя собой его оборотную сторону. Дубров счистает, что русскому народу необходимо объединиться в борьбе против «сатанистов» и «сионистов».

## Гибель
В 19 часов 28 октября 2010 года, на платформе «Заря» в Балашихинском районе ближнего Подмосковья, генерал-лейтенант Г. К. Дубров погиб, при неустановленных обстоятельствах упав под колёса прибывающего электропоезда.